# Палау-Сарімбун
Палау Сарімбун (раніше також називався Палау Серімбун або Пулау Срімбун  ) — невеликий острів, розташований у Джохорській протоці  біля північно-західного узбережжя Сінгапуру. Належить Сінгапуру, має площу 1,4 га. 
Вільям Артур Бейтс Гудолл був постійно відвідував острів у 1920-х роках і згодом постійно проживав там у 1930-х роках до своєї смерті в 1941 році. 